# Ормсби (Минесота)
Ормсби (енгл. Ormsby) град је у америчкој савезној држави Минесота.

## Демографија
По попису из 2010. године број становника је 131, што је 23 (-14,9%) становника мање него 2000. године.
| Група             | 2000.       | 2010.       |
| Белци             | 152 (98,7%) | 118 (90,1%) |
| Афроамериканци    | 0 (0,0%)    | 0 (0,0%)    |
| Азијати           | 1 (0,6%)    | 0 (0,0%)    |
| Хиспаноамериканци | 1 (0,6%)    | 2 (1,5%)    |
| Укупно            | 154         | 131         |